# 大久保 (弘前市)
大久保（おおくぼ）は、青森県弘前市の地名。郵便番号は036-8071。

## 地理
当地を青森県道260号石川百田線が縦貫する。北は津賀野、東は撫牛子、南は神田、西は堅田に接する。

### 小字
小字として西田・沼田・宮本・若松がある。

## 沿革
- 1889年（明治22年） - 和徳村の一部。
- 1891年（明治24年） - 当時の記録では、人口325、戸数44、厩17、船1であった。
- 1955年（昭和30年） - 弘前市の大字になる。
- 1983年（昭和58年） - 一部が撫牛子二丁目・神田四～五丁目になる。

## 世帯数と人口
2017年（平成29年）6月1日現在の世帯数と人口は以下の通りである。
| 大字               | 世帯数  | 人口    |
| ------------------ | ------- | ------- |
| 大久保（小字全域） | 362世帯 | 1,017人 |

## 施設

### 教育
- 弘前市立城東小学校

### 福祉
- グループホーム薫風舎
- 和徳地区社会福祉協議会
- 山郷館デイサービスセンター弘前

### 商業
- 株式会社　クリンテック
- さとやクリーニング大久保店

### 工業
- 萩原乳業

### 公共
- 市立和徳公民館

### 行政
- 弘前自動車運転免許試験場

## 小・中学校の学区
市立小・中学校に通う場合、学区は以下の通りとなる。
| 大字   | 番地 | 小学校             | 中学校             |
| ------ | ---- | ------------------ | ------------------ |
| 大久保 | 全域 | 弘前市立城東小学校 | 弘前市立第一中学校 |

## 交通
- 弘南バス
  - 豊蒔入口、大久保（弘前バスターミナル - 五所川原線、弘前バスターミナル - 浪岡線）停留所。
  - 自動車運転免許試験場前（自動車運転免許試験場環状線）停留所。